# プロダクトデザイナー
プロダクトデザイナー（英: Product-designer）とは、プロダクトデザインを手がけるデザイナーのことである。

## 概要
プロダクトデザイナーには、いわゆる工業製品（具体的には自動車、飛行機、家電製品、業務用機器、医療機器など）のデザインを行うインダストリアルデザイナー（工業デザイナー）だけでなく、家具や食器、パッケージなどのデザイナーも含まれ、場合によってはデザイン的な方法論を導入する工芸作家までを包括する場合がある。
プロダクトデザイナーは、関与するプロジェクトによってはグラフィックデザイナーやファッションデザイナーと同様の作業を行うことも屡であり、実際の仕事は多岐にわたる。ファインアートに対し、デザインが、ある目的を果たすために生産される道具（＝製品）に対して向けられる活動であるということをメタレベルにおいて共有した場合、プロダクトデザイナーという言葉が示す意味内容は、本質的にデザイナーとほぼ同義であると言える。

## 主なデザイナー

### 日本
- 榮久庵憲司
- 川崎和男
- 川上元美
- 喜多俊之
- 黒川雅之
- 柴田文江
- 深澤直人
- 中村史郎
- 柳宗理
- 奥山清行
- 森正洋
- 山中俊治
- 和田智
- 浅岡肇
- 吉岡徳仁
- 村田智明

### 日本以外
- ヤコブ・イェンセン
- ハルトムット・エスリンガー
- フィリップ・スタルク
- マーク・ニューソン
- アレックス　エンソヘン
- ジャスパー・モリソン
- グエナエル・ニコラ